# کلارکسویل (آیووا)
کلارکسویل (به انگلیسی: Clarksville) شهری در ایالت آیووا کشور ایالات متحده آمریکا است که جمعیت آن در سرشماری سال ۲۰۱۰ میلادی، ۱٬۴۳۹ نفر بوده‌است.